# Simulium reptans
Simulium reptans es una especie de insecto del género Simulium, familia Simuliidae, orden Diptera.
Fue descrita científicamente por Linnaeus, 1758.